# ASEA-UNINET
ASEA-UNINET (ASEAN European Academic University Network) ist ein Hochschulnetzwerk, bestehend aus europäischen und südostasiatischen Universitäten, das sich zum Ziel gesetzt hat, die kontinuierliche Internationalisierung und Kooperation im Rahmen von Forschung und Bildung zu fördern. Gegründet wurde ASEA-UNINET im Jahr 1994 durch Universitäten der Staaten: Österreich, Indonesien, Thailand und Vietnam. Heute besteht das ASEA-UNINET Hochschulnetzwerk aus 91 Universitäten aus 16 Ländern.

## Anfänge und Ziele
Die Grundlagen für dieses Hochschulnetzwerk bildeten informelle Kontakte zwischen der Universität Innsbruck und verschiedenen thailändischen Universitäten die bis in die 1970er Jahre zurückreichen. Es folgten offizielle Besuche und in den 1980er Jahren wurden schließlich erste Partnerschaften zwischen einzelnen Universitäten abgeschlossen. Hierzu zählen unter anderem Partnerschaftsabkommen zwischen der Universität Innsbruck und den Universitäten Chulalongkorn und Mahidol in Bangkok, genauso wie zwischen der Universität Wien und Chiang Mai und die Partnerschaft zwischen der Universität für Bodenkultur Wien und der Kasetsart-Universität in Bangkok. Im Jahr 1992 unterzeichneten die Universitäten Innsbruck, Chulalongkorn, Wien und Chiang Mai ein gemeinsames Kooperationsabkommen. Ein weiteres Partnerschaftsabkommen wurde mit der Gadjah-Mada-Universität in Yogyakarta bereits im Jahr 1990 abgeschlossen und die Beziehungen zu vietnamesischen Hochschulen wurden ebenfalls laufend erweitert. Darüber hinaus wurden Beziehungen zwischen österreichischen Partnerinstitutionen in Thailand und anderen Länder in der Region etabliert und somit wurde die Idee des ASEA-UNINET geboren.
Mit dem Ziel, all diese bilateralen Partnerschaftsabkommen in einer multilateralen Partnerschaft zu vereinheitlichen, organisierte der Initiator das ASEA-UNINET Netzwerks, Bernd Michael Rode, die erste ASEA-UNINET-Konferenz in Ho-Chi-Minh-Stadt im Dezember 1994. An dieser Konferenz nahmen Universitäten aus Österreich, Indonesien, Thailand und Vietnam teil um die Organisation und nötige Infrastruktur des neu gegründeten Hochschulnetzwerks festzulegen sowie um die folgenden, gemeinsamen Ziele zu definieren:
- Erleichterung und Förderung der Zusammenarbeit zwischen akademischen Einrichtungen in den Bereichen Lehre, Forschung und Personal und Studentenaustausch (z. B. gemeinsame Forschungsprojekte, Austauschprogramme für Personal und Studenten, Graduate Programs und Postgraduale Ausbildung).[2]
- Förderung der wissenschaftlichen, kulturellen und menschlichen Beziehungen sowie persönlicher Kontakte.
- Förderung und Initiierung von Projekten, im Rahmen gemeinsamer Forschungsschwerpunkte und Interessen, zum Nutzen aller beteiligten Fakultäten, Mitarbeiter und Studenten.
- Unterstützung bei der Bildung von Ressourcengemeinschaften für wissenschaftliche Aktivitäten zwischen den Mitgliedsinstituten.
- Erleichterung bei der Zusammenarbeit und Kooperationsbildung zwischen Hochschulen, staatlichen sowie nicht-staatlichen Organisationen und Wirtschaftsbeteiligten im Rahmen von Projekten in den Bereichen Bildung, Wissenschaft, Technik und Kunst die mit den Ländern der Mitgliedsuniversitäten in Zusammenhang stehen.
- Ein Forum für Diskussionen über den kontinuierlichen Fortschritt von Projekten bieten.
- Bereitstellung von Fachwissen und Initiativen als Kompetenznetzwerk für Unternehmen mit europäisch-südostasiatischen Beziehungen.

## Organisation
Jede Mitgliedsuniversität hat einen ASEA-UNINET Koordinator, jedes Land einen nationalen Koordinator und jeder Kontinent einen regionalen Koordinator. Der Präsident wird bei der Vollversammlung für eine ca. 1 ½ Jahre andauernde Zeitperiode gewählt.
Um die gemeinsamen Ziele zu erreichen und die nötige Finanzierung sicherzustellen, arbeiten alle Mitgliedsuniversitäten sowohl mit interuniversitären Einheiten als auch nationalen Regierungen zusammen. Projektbeiträge werden von den Mitgliedsuniversitäten auf Basis eines fairen Ausgleichs, gemessen an der wirtschaftlichen und finanziellen Situation, getätigt. Um zusätzliche finanzielle Unterstützung wird bei regionalen (z. B. EU, ASEAN) sowie internationalen Organisationen angesucht. Ebenso wird mit Unternehmen und aus der Privatwirtschaft zusammengearbeitet, entsprechend den vorliegenden Projektleitlinien.

## Schwerpunktbereiche
Fast alle Bereiche des wissenschaftlichen und wirtschaftlichen Interesses sind im ASEA-UNINET vertreten. Zu den aktuellen Schwerpunkten der Zusammenarbeit zählen:
- Wissenschaft und Technologie
- Wirtschafts- und Sozialwissenschaften
- Gesundheit, Pharmazie und Medizin
- Geisteswissenschaften, Kultur und Musik

## Mitglieder
Im Jahr 1994 umfasste das ASEA-UNINET Netzwerk 25 Universitäten aus Österreich, Thailand, Indonesien und Vietnam. In den folgenden Jahren haben sich Universitäten aus Tschechische Republik, Deutschland, Griechenland, Italien, Kambodscha, Malaysien, Myanmar, Philippinen, Portugal, Slowakei und Spanien dem Netzwerk angeschlossen. Pakistan und Iran haben einen Zugehörigkeitsstatus für ausgewählte Projekte. Im Januar 2018 zählt das ASEA-UNINET Hochschulnetzwerk 83 Universitäten aus 17 Ländern.
| Länder                | Mitgliedsuniversitäten                                             | Mitgliedschaften |
| --------------------- | ------------------------------------------------------------------ | ---------------- |
| Österreich            | - Universität Innsbruck                                            | 1994             |
| Österreich            | - Universität Wien                                                 | 1994             |
| Österreich            | - Technische Universität Graz                                      | 1994             |
| Österreich            | - Technische Universität Wien                                      | 1994             |
| Österreich            | - Universität für Bodenkultur Wien                                 | 1994             |
| Österreich            | - Wirtschaftsuniversität Wien                                      | 1994             |
| Österreich            | - Universität Leoben                                               | 1996             |
| Österreich            | - Veterinärmedizinische Universität Wien                           | 1996             |
| Österreich            | - Universität für Musik und darstellende Kunst Wien                | 1997             |
| Österreich            | - Universität Graz                                                 | 1998             |
| Österreich            | - Universität Linz                                                 | 1998             |
| Österreich            | - Universität Salzburg                                             | 1998             |
| Österreich            | - Universität Mozarteum Salzburg                                   | 1998             |
| Österreich            | - Universität für Musik und darstellende Kunst Graz                | 1998             |
| Österreich            | - Medizinische Universität Innsbruck                               | 2004             |
| Österreich            | - Medizinische Universität Graz                                    | 2004             |
| Österreich            | - Medizinische Universität Wien                                    | 2004             |
| Österreich            | - Donau-Universität Krems                                          | 2014             |
| Österreich            | - Universität für angewandte Kunst Wien                            | 2016             |
| Deutschland           | - Universität Freiburg                                             | (2002–2016)      |
| Deutschland           | - Universität Passau                                               |                  |
| Dänemark              | - University of Southern Denmark                                   | (1997–2016)      |
| Griechenland          | - University of Ioannina                                           | 1998             |
| Indonesien            | - Gadjah Mada University, Yogyakarta                               | 1994             |
| Indonesien            | - Institute of Technology, Surabaya                                | 1994             |
| Indonesien            | - Diponegoro University, Semarang                                  | 1994             |
| Indonesien            | - Universitas Indonesia, Jakarta                                   | 1996             |
| Indonesien            | - Institute of Technology Bandung                                  | 1999             |
| Indonesien            | - Udayana University, Bali                                         | 2008             |
| Indonesien            | - University of Sumatera Utara                                     | 2014             |
| Indonesien            | - Airlangga University                                             | 2014             |
| Indonesien            | - Hasanuddin University                                            | 2017             |
| Indonesien            | - Institut Seni Indonesia Yogyakarta                               | 2017             |
| Indonesien            | - Bogor Agricultural University (IPB)                              | 2017             |
| Iran                  | - Sharif University of Technology                                  | 2016             |
| Iran                  | - Shiraz University                                                | 2017             |
| Italien               | - University of Trento                                             | 1999             |
| Italien               | - Technical University of Milano                                   | 2002             |
| Italien               | - University of Genoa                                              | 2008             |
| Italien               | - University of Brescia                                            | 2005             |
| Italien               | - University of Verona                                             | (bis 2014)       |
| Italien               | - Free University of Bozen-Bolzano                                 | 2017             |
| Königreich Kambodscha | - Royal University of Phnom Penh                                   | 2017             |
| Malaysia              | - Universiti Putra Malaysia                                        | 2007             |
| Malaysia              | - University of Malaya                                             | 2013             |
| Malaysia              | - Universiti Teknikal Malaysia Melaka                              | 2013             |
| Malaysia              | - Universiti Kebangsaan Malaysia                                   | 2013             |
| Malaysia              | - Universiti Utara Malaysia                                        | 2013             |
| Malaysia              | - Universiti Teknologi MARA                                        | 2017             |
| Myanmar               | - Yangon Technological University                                  | 2015             |
| Myanmar               | - University of Mandalay                                           | 2017             |
| Niederlande           | - University of Groningen                                          | (2002–2017)      |
| Niederlande           | - University of Utrecht                                            | (1998–2017)      |
| Pakistan              | - University of Karachi                                            | 2006             |
| Philippinen           | - University of the Philippines, Quezon City                       | 1997             |
| Polen                 | - Wroclaw University of Economics                                  | (2016–2017)      |
| Portugal              | - University of Porto                                              | 2016             |
| Slowakei              | - Comenius University                                              |                  |
| Spanien               | - Universität Murcia                                               | 2005             |
| Spanien               | - University of Barcelona                                          | (bis 2014)       |
| Spanien               | - University of Oviedo                                             | (bis 2014)       |
| Tschechische Republik | - Technical University of Prague                                   | 1997             |
| Tschechische Republik | - Technical University of Liberec                                  | 2017             |
| Thailand              | - Chulalongkorn University, Bangkok                                | 1994             |
| Thailand              | - Mahidol University, Bangkok                                      | 1994             |
| Thailand              | - Kasetsart University, Bangkok                                    | 1994             |
| Thailand              | - King Mongkut’s Institute of Technology, Ladkrabang               | 1994             |
| Thailand              | - King Mongkut’s University of Technology, North Bangkok           | 1994             |
| Thailand              | - King Mongkut’s University of Technology, Thonburi                | 1994             |
| Thailand              | - Chiang Mai University                                            | 1994             |
| Thailand              | - Khon Kaen University                                             | 1994             |
| Thailand              | - Mahasarakham University                                          | 2001             |
| Thailand              | - Naresuan University                                              | 2002             |
| Thailand              | - Prince-of-Songkla University, Hat Yai                            | 1994             |
| Thailand              | - Suranaree University, Nakon Rachasima                            | 1994             |
| Thailand              | - Silpakorn University, Bangkok                                    | 1998             |
| Thailand              | - Srinakharinwirot University, Bangkok,                            | 1998             |
| Thailand              | - Thammasat University, Bangkok                                    | 2002             |
| Thailand              | - Burapha University                                               | 2007             |
| Thailand              | - Ramkhamhaeng University, Bangkok                                 | 2008             |
| Thailand              | - Ubon Ratchathani University                                      | 2008             |
| Vietnam               | - Hanoi University of Science and Technology (HUST), Hanoi         | 1994             |
| Vietnam               | - National Economics University, Hanoi                             | 1994             |
| Vietnam               | - University of Transport and Communication, Hanoi                 | 2007             |
| Vietnam               | - Vietnam National Academy of Music, Hanoi                         |                  |
| Vietnam               | - Hanoi University of Agriculture, Hanoi                           |                  |
| Vietnam               | - Hanoi University, Hanoi                                          |                  |
| Vietnam               | - Hue University, Hue City                                         | 2005             |
| Vietnam               | - University of Da Nang, Da Nang City                              | 2007             |
| Vietnam               | - Vietnam National University – Ho Chi Minh City, Ho Chi Minh City | 1994             |
| Vietnam               | - University of Medicine and Pharmacy, Ho Chi Minh City            | 1994             |